# Везалий (лунный кратер)
Кратер Везалий (лат. Vesalius) — ударный кратер в 100 км к югу от экватора на обратной стороне Луны. Название присвоено в честь врача и анатома, основоположника научной анатомии, Андреаса Везалия (1514—1564)
и утверждено Международным астрономическим союзом в 1970 г. Образование кратера относится к нектарскому периоду.

## Описание кратера
Ближайшими соседями кратера являются кратер Бюйссон на северо-западе; кратер Лангемак на юго-востоке, кратер Мейтнер на юге, кратер Эйнтховен на юго-западе. Селенографические координаты центра кратера 3°14′ с. ш. 114°47′ в. д. / 3,23° с. ш. 114,79° в. д., диаметр 64,7 км, глубина 2,72 км.
Вал кратера имеет циркулярную форму с некоторыми отклонениями. В южной части кратера имеется выступ, в северной части понижение вала. Высота вала над окружающей местностью 1220 м, объём кратера составляет приблизительно 3 200 км³. Внутренний склон вала имеет слабо выраженную террасовидную структуру. Дно чаши кратера сравнительно ровное, центральный пик несколько смещен к северу, свидетельствуя о том, что импактное событие, образовавшее кратер, произошло под низким углом.

## Сателлитные кратеры
| Везалий | Координаты                                            | Диаметр, км |
| ------- | ----------------------------------------------------- | ----------- |
| С       | 1°10′ ю. ш. 116°51′ в. д. / 1,16° ю. ш. 116,85° в. д. | 20,5        |
| D       | 2°29′ ю. ш. 117°04′ в. д. / 2,49° ю. ш. 117,07° в. д. | 51,5        |
| G       | 3°58′ ю. ш. 117°37′ в. д. / 3,96° ю. ш. 117,61° в. д. | 12,9        |
| H       | 4°14′ ю. ш. 119°10′ в. д. / 4,23° ю. ш. 119,16° в. д. | 38,0        |
| J       | 4°58′ ю. ш. 119°19′ в. д. / 4,96° ю. ш. 119,31° в. д. | 23,6        |
| M       | 5°52′ ю. ш. 114°46′ в. д. / 5,86° ю. ш. 114,77° в. д. | 30,4        |

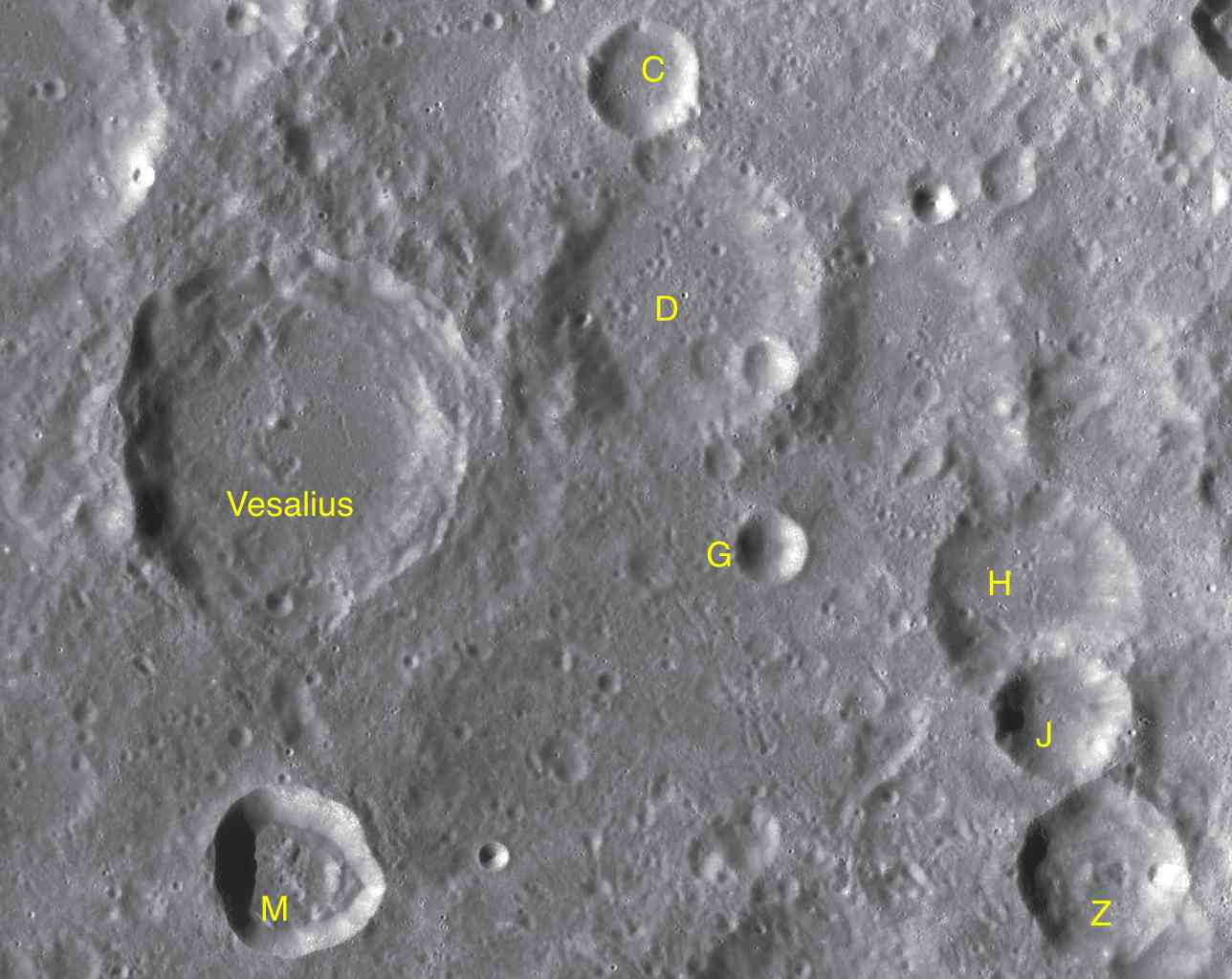
Фрагмент карты LAC-83.

- Кратер отмеченный как Z - сателлитный кратер Лангемак Z.
- Образование сателлитного кратера Везалий H относится к нектарскому периоду[1].
- Образование сателлитного кратера Везалий M относится к позднеимбрийскому периоду[1].